# Hofsta

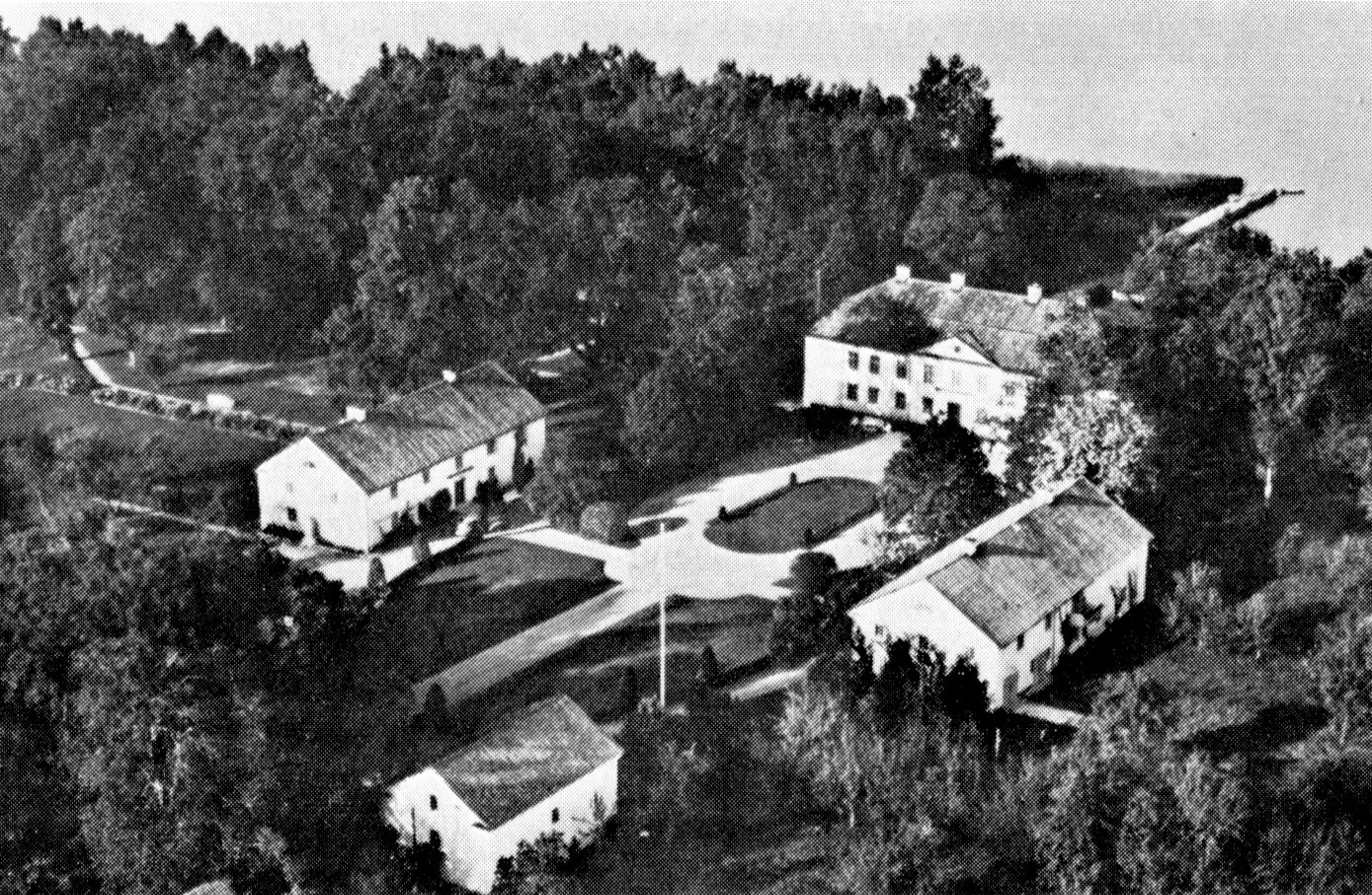
Hofsta från luften.

Hofsta är en herrgård och ett tidigare säteri i Björkviks socken, Katrineholms kommun, Södermanland.

## Historik

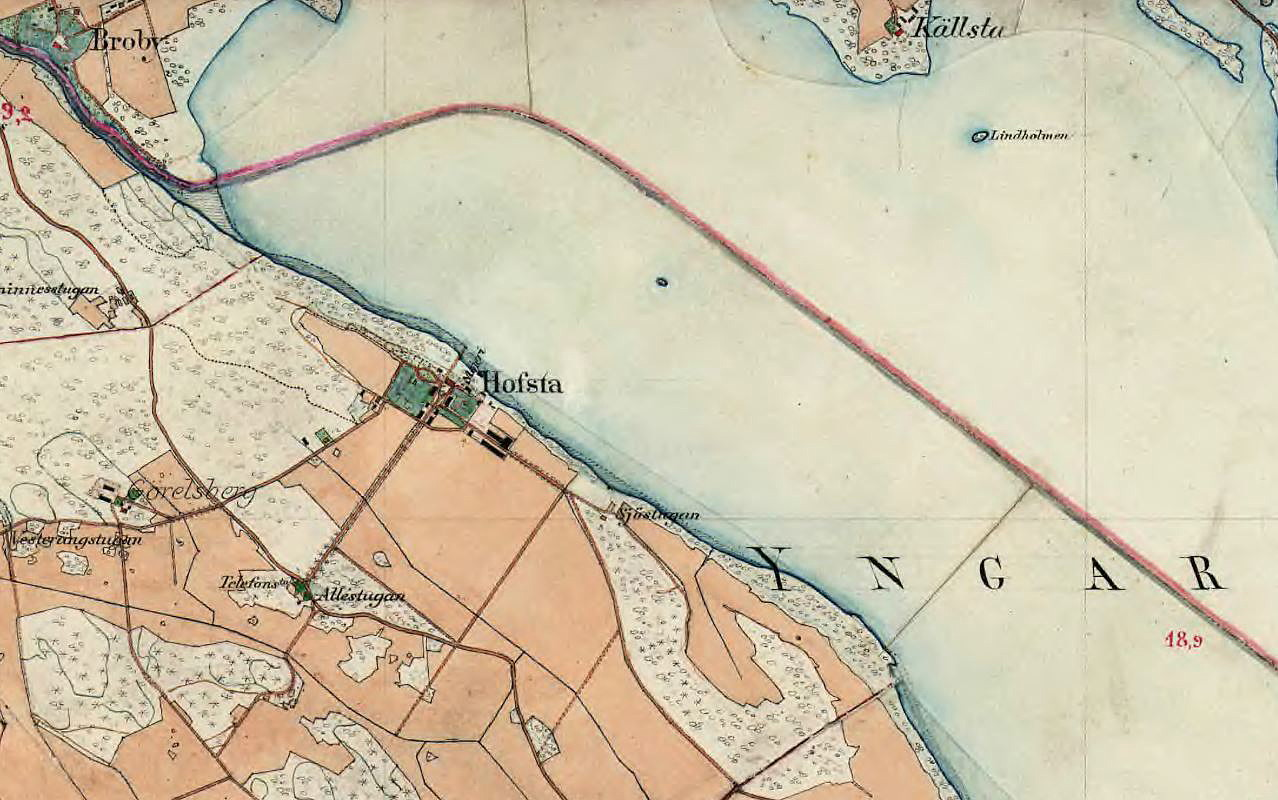
Hofsta 1890-talet.

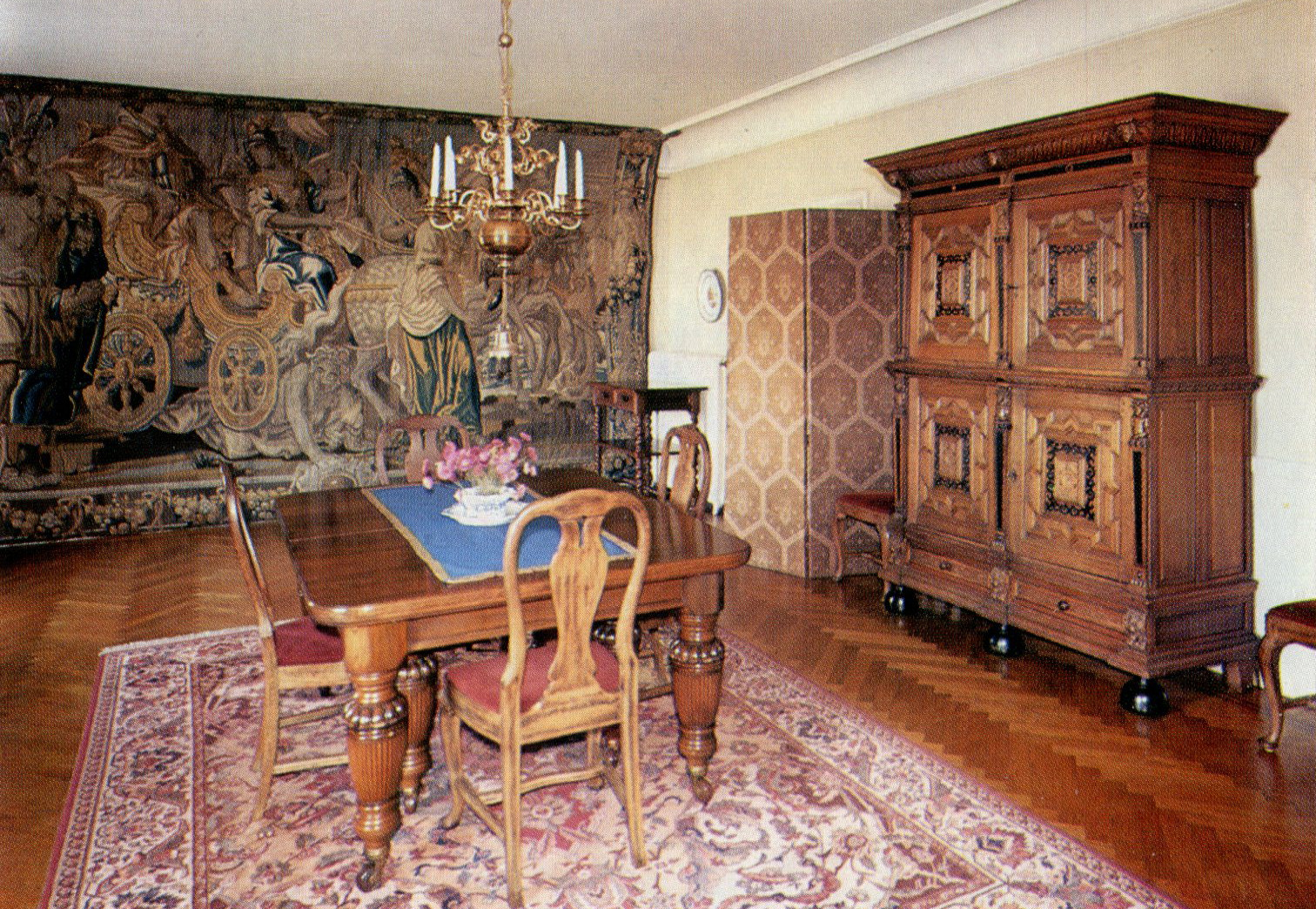
Salongen på Hofsta 1968.

Hofsta säteri ligger vid södra stranden av sjön Yngaren. Under 1300- och 1400-talen tillhörde delar av Hofsta Strängnäs domkyrka och Vadstena kloster och under 1500- och 1600-talen olika adliga släkter. 
På 1630-talet lät Jöns Knutsson Kurck den yngre uppföra sin sätesgård. Han övertog en äldre, möjligtvis förfallen gårdsanläggning. Av murrester som ingår i flyglarna framgår att de inre flyglarna är från 1600-talet. Den västra flygelns nedervåning kan däremot härstamma från 1400- eller 1500-talet. De övriga fyra flyglarna är från senare tid. Kurcks mangårdsbyggnaden från 1600-talet ingår förmodligen i dagens huvudbyggnad. 
Hofsta förenades vid mitten av 1600-talet till en enda egendom av riksrådet Johan Berndes som var Kurcks svärson. Efter Berndes har Hofsta tillhört bland annat släkterna Ulfsparre, von Berchner. Under godsägarinnan och brukspatron på Häfla bruk, Catharina von Berchner, fick huvudbyggnaden 1746 sitt nuvarande utseende. Huset liknar mycket det närbelägna Hagbyberga som också ägdes av von Berchner vid samma tid, liksom Danbyholm. Efter von Berchner var ägarna bland andra von Meijerhelm, Ribbing, Oxenstierna och Mörner. Hofsta ägs sedan 1912 av medlemmar i familjen von Arnold.

## Hofsta som filmkuliss
Under 2011 inspelades delar av filmen The Girl with the Dragon Tattoo, en amerikansk film som bygger på den svenska författaren Stieg Larssons roman Män som hatar kvinnor, på Hofsta. Huvudbyggnaden på Hofsta är den Vangerska herrgården i filmen där Henrik Vanger bor.

## Bilder

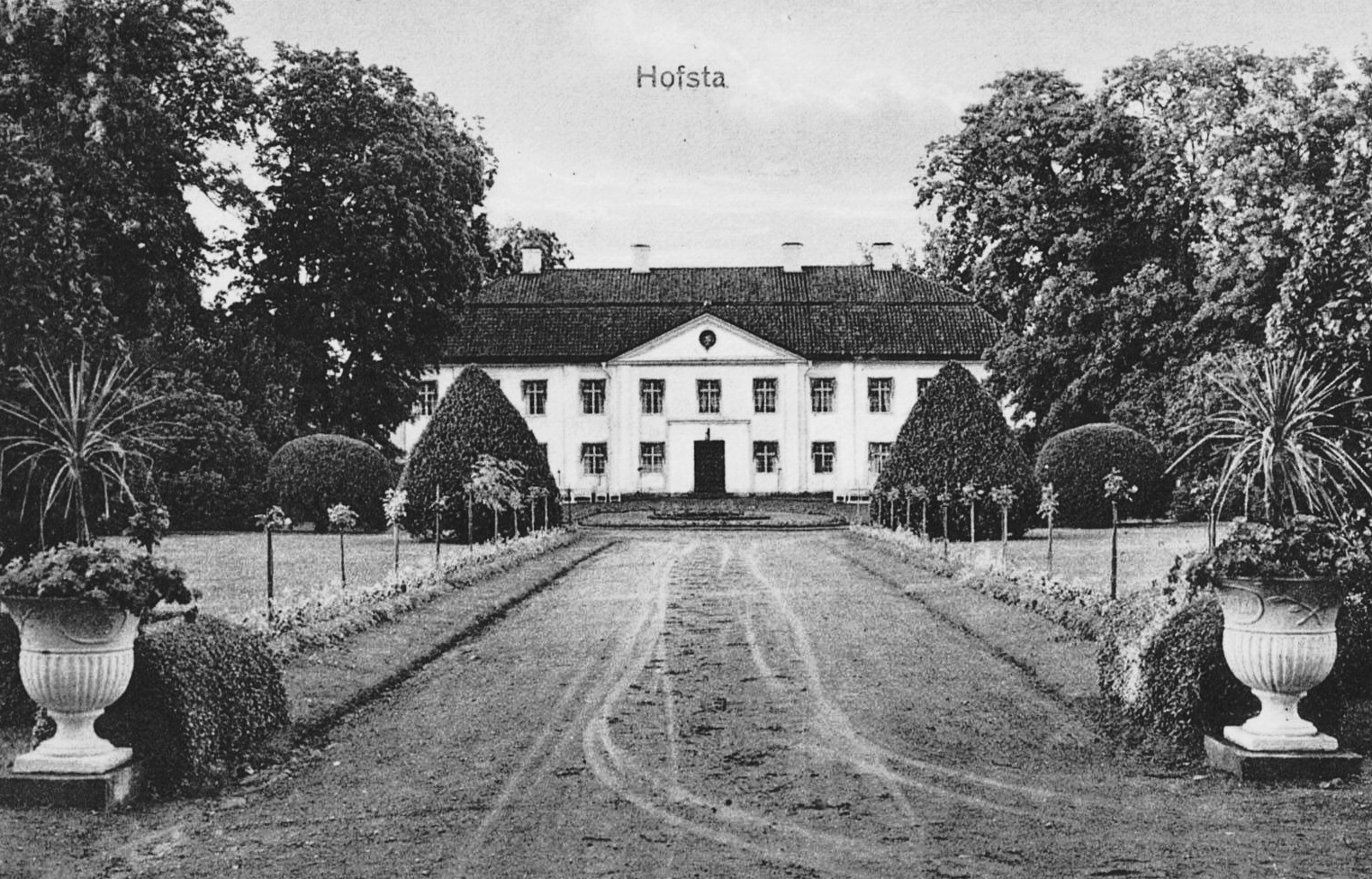
Huvudbyggnaden på ett äldre vykort
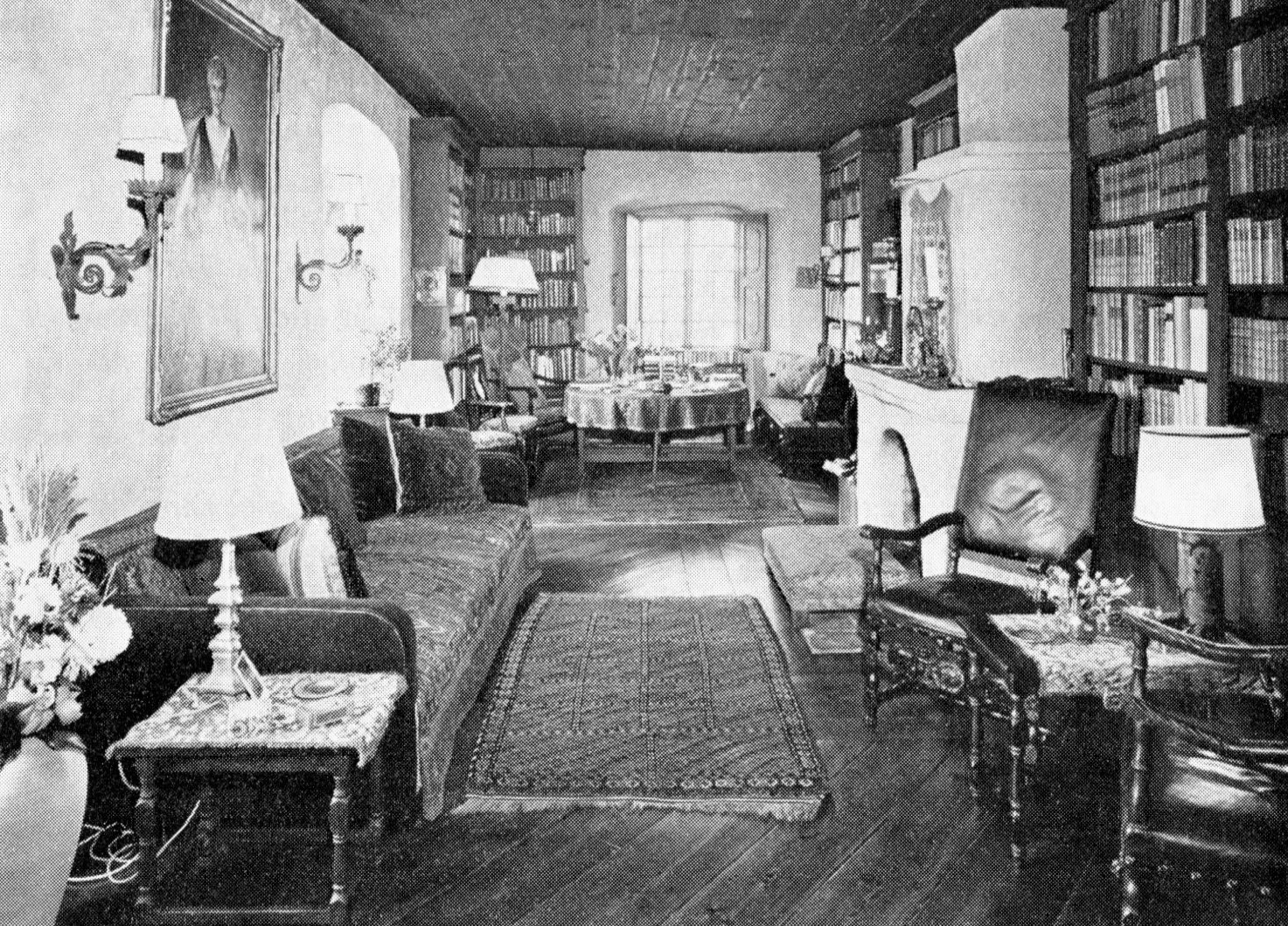
Biblioteket
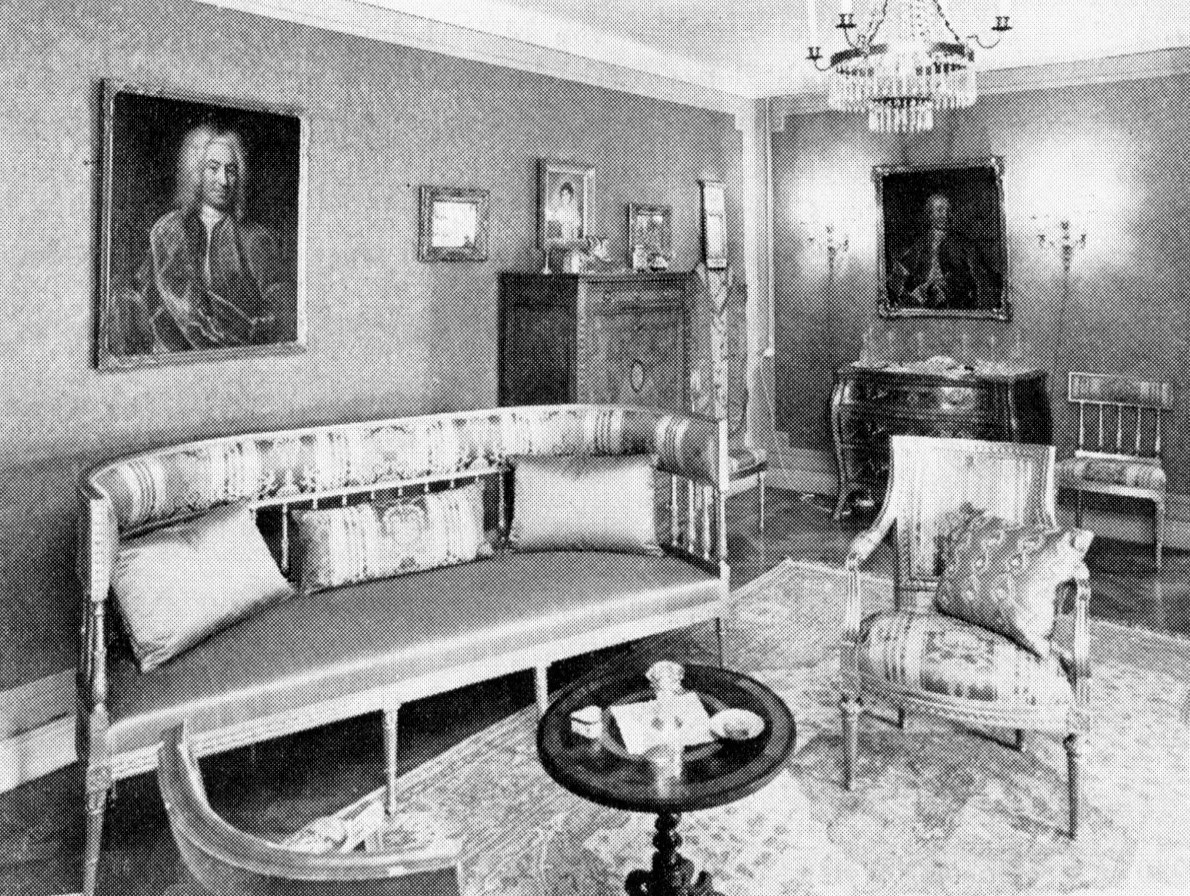
Salongen
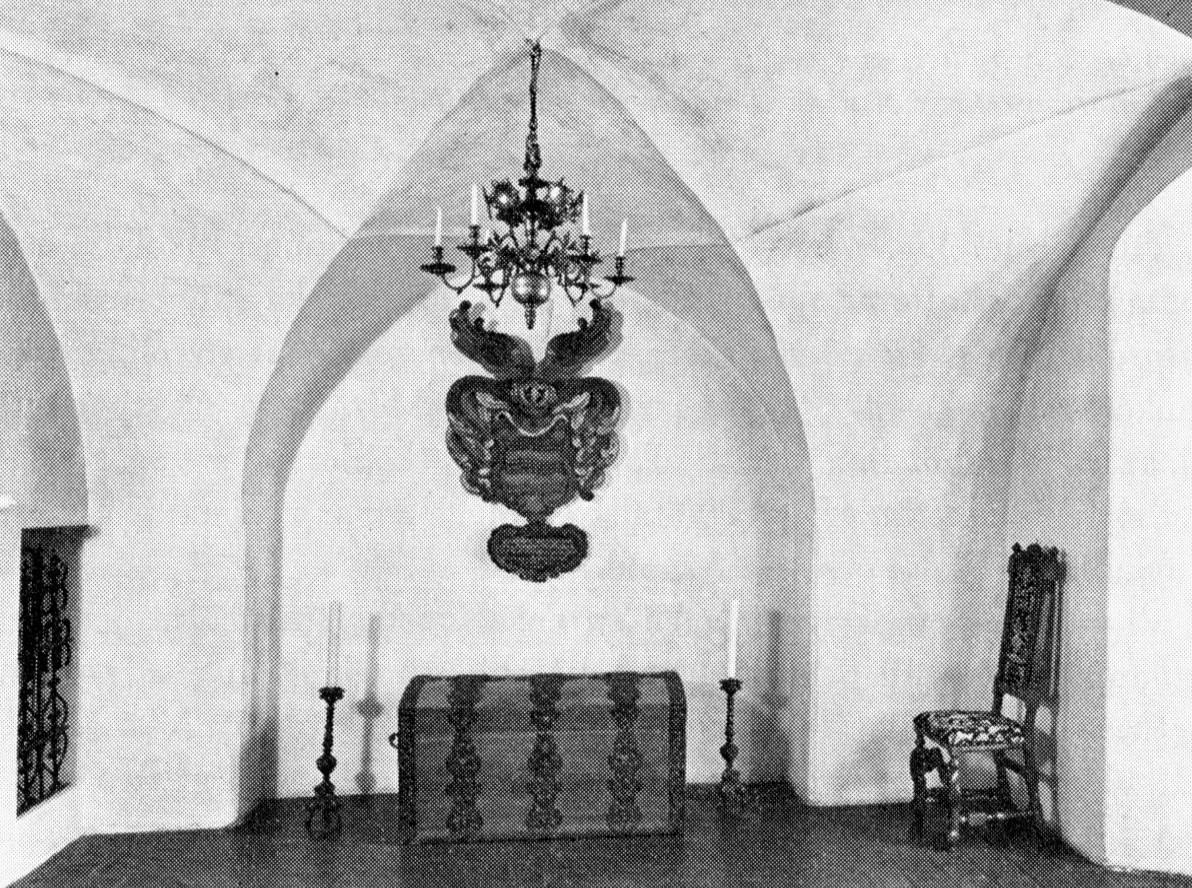
Västra flygeln med 1500-talsvalv

### Fotnoter
1. ↑  Elisabet Axås (19 december 2011). ”I Rooney Mara och Daniel Craigs fotspår”. Expressen Res. http://www.expressen.se/res/i-rooney-mara-och-daniel-craigs-fotspar/. Läst 6 februari 2013.